# Каспри
Каспри (пол. Kaspry, нім. Kaspersguth) — село в Польщі, у гміні Щитно Щиценського повіту Вармінсько-Мазурського воєводства.
Населення — 59 осіб (2011).
У 1975-1998 роках село належало до Ольштинського воєводства.

## Демографія
Демографічна структура станом на 31 березня 2011 року:
|          | Загалом | Допрацездатний вік | Працездатний вік | Постпрацездатний вік |
| -------- | ------- | ------------------ | ---------------- | -------------------- |
| Чоловіки | 27      | 6                  | 19               | 2                    |
| Жінки    | 32      | 8                  | 18               | 6                    |
| Разом    | 59      | 14                 | 37               | 8                    |